# 十方堂

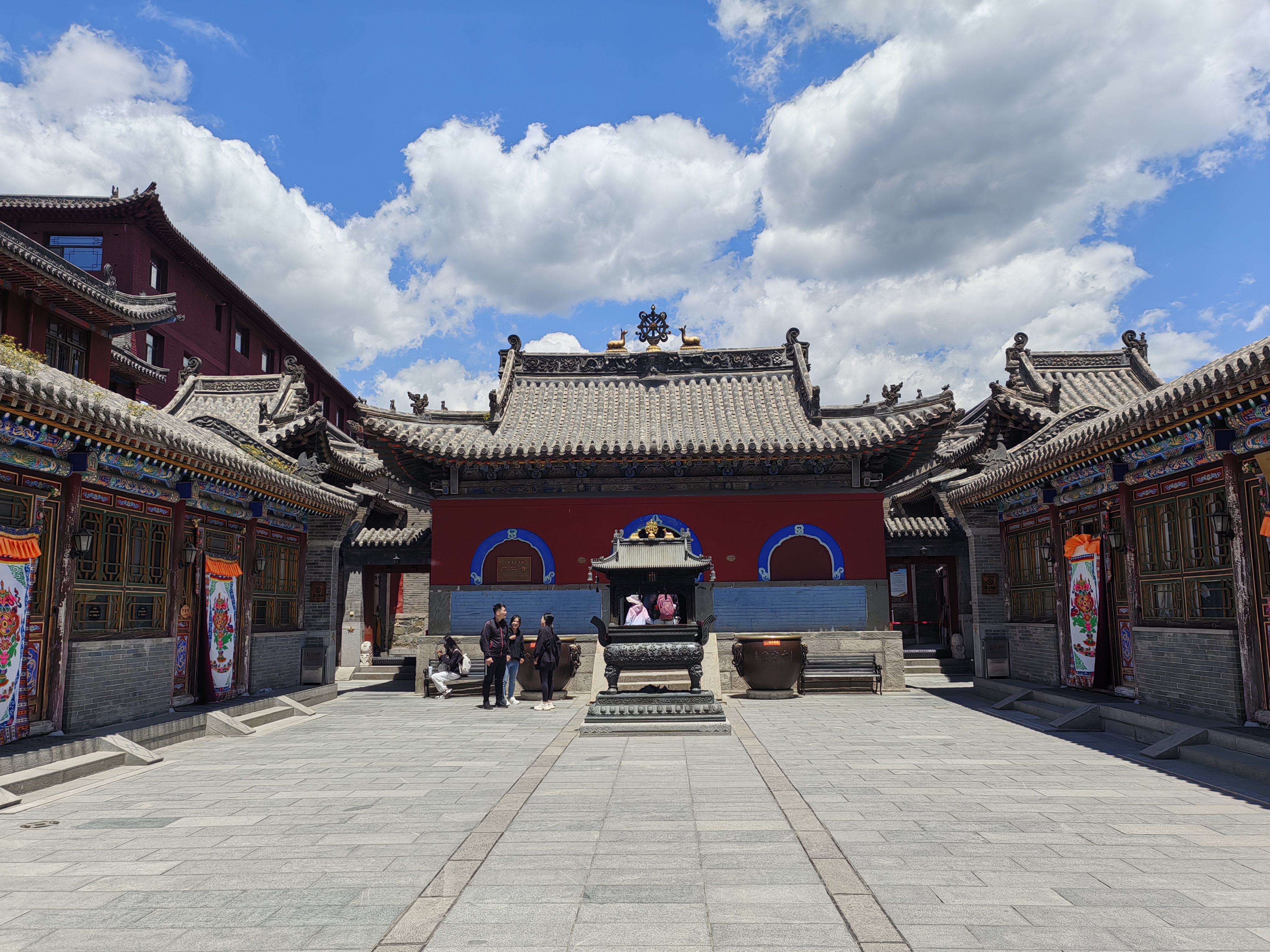
天王殿

十方堂，又称广仁寺，位于山西五台山，藏传佛教寺庙。汉族地区佛教全国重点寺院之一。

## 介绍
十方堂与罗睺寺的发展历史有直接联系。康熙年间，罗睺寺改为黄教寺庙，迎待藏族僧俗。道光年间，土族人印堂住募化修建了十方堂，专门招待远来的喇嘛和少数民族教徒。十方堂即为接待四面八方来客的地方。“十方堂”三字的匾额，同时题有藏文、蒙文、满文。十方堂为三进殿宇，两侧分列长廊，为藏传佛教风格。中轴线上分列天王殿、文殊殿、弥勒殿。文殊殿内供着宗喀巴铜像，弥勒殿上置道光版《甘珠尔》和《丹珠尔》藏经。